# Уголок сада в Монжероне
«Уголок сада в Монжероне» — картина Клода Моне.
На картине изображена часть сада при замке Роттебург с цветущими розами возле пруда на переднем плане. 
Картина написана около 1876 года по заказу финансиста и мецената Эрнеста Ошеде в качестве одного из четырёх декоративных панно для его замка Роттебург в Монжероне; другие работы из это же серии: «Пруд в Монжероне» (Эрмитаж); «Индейки» (Орсэ); «Охота» (частное собрание). Картина написана масляными красками на холсте и имеет размеры 175 × 194 см.
Картина была выставлена на третьей выставке импрессионистов, художественный критик Ж. Ривьер называл её «Уголок пруда с георгинами». Однако А. Г. Барская допускает возможность того, что выставлялась не эта картина, а эскиз к ней. Эскиз описан в каталоге-резоне творчества Моне, составленном Д. Вильденштейном, с указанием что он находится в собрании Нейсона Харриса в США. А. Г. Костеневич считает что выставлялось всё-таки эрмитажное полотно. На картине по сравнению с эскизом «композиция несколько раздвинута вширь, а розы на первом плане более акцентированы».
Однако в 1877 году Ошеде разорился, и его имущество (включая коллекцию импрессионистов) было продано, соответственно, картина так и не заняла своего места в замке. Картину выкупил известный парижский коллекционер Ж.-Б. Фор, с 1900 года она хранилась в галерее Дюран-Рюэля, который 13 марта 1907 года её выкупил и тут же продал её за 40000 франков московскому купцу и коллекционеру И. А. Морозову. После Октябрьской революции его собрание было национализировано и эта картина среди прочих оказалась в Государственном музее нового западного искусства, а после расформирования музея в 1948 году была передана в Государственный Эрмитаж. С конца 2014 года выставляется в Галерее памяти Сергея Щукина и братьев Морозовых в здании Главного Штаба (зал 403).
Главный научный сотрудник Отдела западноевропейского изобразительного искусства Государственного Эрмитажа, доктор искусствоведения А. Г. Костеневич в своём очерке французского искусства XIX — начала XX века отмечал, описывая картину:

Дерево или кусты с цветами в «Уголке сада в Монжероне» обрезаются не потому, что деревья и кусты за срезом  менее привлекательны. Просто их достаточно, чтобы показать главное, во всяком случае главное для импрессиониста, — трепет в природе и порождаемую им удивительную живописность, которые ускользают от глаза, взывающего к достопримечательностям и величественным эффектам. Вещи не делятся на главные и второстепенные, не исследуются по отдельности — они возникают перед нашими глазами в живописной слиянности.

Существует уменьшенный вариант-эскиз картины (холст, масло; 61 × 82 см), написанный в том же 1876 году; он находится в собрании Музея Барберини в Потсдаме (инв. № MB-Mon-06).